# Охлювоядна змия на Кейтсби
Охлювоядна змия на Кейтсби (Dipsas catesbyi) е вид влечуго от семейство Смокообразни (Colubridae).

## Разпространение
Видът е разпространен в Боливия, Бразилия, Венецуела, Гвиана, Еквадор, Колумбия, Перу, Суринам и Френска Гвиана.